# Aimo Kaarlo Cajander
Aimo Kaarlo Cajander, finski botanik, pedagog, politik in poslanec, * 4. april 1879, Uusikaupunki, † 21. januar 1943, Helsinki.
Cajander je bil trikratni predsednik vlade Finske (1922, 1924 in 1937-1939).